# Grand Prix-wegrace der Naties 1959
De Grand Prix-wegrace der Naties 1959 was de achtste en laatste Grand Prix van het wereldkampioenschap wegrace voor motorfietsen in het seizoen 1959. De races werden verreden op 6 september 1959 op het Autodromo Nazionale di Monza nabij Monza in de Italiaanse regio Lombardije. Alleen de soloklassen kwamen aan de start en de wereldtitel in de 125cc-klasse werd hier beslist.

## Algemeen
De Grand Prix des Nations werd overschaduwd door de dood van Adolfo Covi, die tijdens de 500cc-race ten val kwam. Officieel werd naast de 125cc-wereldtitel ook de 250cc-titel hier beslist, maar die was feitelijk al in handen van Carlo Ubbiali gekomen doordat MV Agusta haar 250cc-rijders niet naar de Ulster Grand Prix had gestuurd. Daardoor kwam Tarquinio Provini een wedstrijd tekort om Ubbiali nog te kunnen bedreigen. Voorafgaand aan de Grand Prix vonden er nationale wedstrijden in de 125- en de 175cc-klasse plaats, die beiden werden gewonnen door Francesco Villa met een Ducati. In de 175cc-race werd de 21-jarige Renzo Pasolini vierde.

## 500cc-klasse
Door zijn zevende overwinning in zeven races scoorde John Surtees maximaal, temeer omdat hij ook overal de snelste ronde had gereden. Zijn teamgenoot Remo Venturi werd weliswaar tweede, maar had ruim een minuut achterstand. Geoff Duke vierde zijn laatste optreden in het wereldkampioenschap met een podiumplaats, hij werd derde met een ronde achterstand. Adolfo Covi, een tennisvriend van de in 1956 overleden Ferruccio Gilera, overleed na een val in de Curva del Vialeone.
| Pos | Coureur             | Merk      | Tijd      | Punten |
| --- | ------------------- | --------- | --------- | ------ |
| 1   | John Surtees        | MV Agusta | 1:05"07'0 | 8      |
| 2   | Remo Venturi        | MV Agusta | +1"13'9   | 6      |
| 3   | Geoff Duke          | Norton    | +1 ronde  | 4      |
| 4   | Bob Brown           | Norton    | +1 ronde  | 3      |
| 5   | Paddy Driver        | Norton    | +2 ronden | 2      |
| 6   | John Hempleman      | Norton    | +2 ronden | 1      |
| 7   | Ernst Hiller        | BMW       | +2 ronden |        |
| 8   | Hans-Günther Jäger  | BMW       | +3 ronden |        |
| 9   | Karl Untersteggaber | Norton    | +3 ronden |        |
| 10  | Paolo Campanelli    | Norton    | +3 ronden |        |
| 11  | Jacques Insermini   | Norton    | +4 ronden |        |
| 12  | Vasco Loro          | Norton    | +4 ronden |        |
| 13  | Alfredo Milani      | Gilera    | +5 ronden |        |

| Coureur                  | Merk   | Oorzaak |
| ------------------------ | ------ | ------- |
| Eric Hinton              | Norton |         |
| Dickie Dale              | BMW    |         |
| Mike Hailwood            | Norton | Motor   |
| Adolfo Covi              | Norton | Val (†) |
| Artemio Cirelli          | Gilera |         |
| Benedetto Zambotti       | Gilera |         |
| Dino Valbonesi           | Gilera |         |
| Emanuele Maugliani       | Gilera |         |
| Francesco Guglielminetti | Norton |         |
| Giuseppe Mantelli        | Gilera |         |
| Luigi Marcelli           | Norton |         |
| Roberto Vigorito         | Norton |         |
| Martinus Van Son         | Norton |         |
| Gary Hocking             | Norton |         |
| Jim Redman               | Norton | Motor   |

| Coureur        | Merk      | Oorzaak |
| -------------- | --------- | ------- |
| Ken Kavanagh   | Norton    |         |
| Ron Miles      | Norton    |         |
| Alois Huber    | BMW       |         |
| Alistair King  | Norton    |         |
| Bob Anderson   | Norton    |         |
| Bob McIntyre   | Norton    |         |
| Derek Powell   | Matchless |         |
| Terry Shepherd | Norton    |         |

### Top tien eindstand 500cc-klasse
(Punten tussen haakjes zijn inclusief streepresultaten)
| Pos | Coureur        | Merk      | Ptn     |
| --- | -------------- | --------- | ------- |
| 1   | John Surtees   | MV Agusta | 32 (56) |
| 2   | Remo Venturi   | MV Agusta | 22 (24) |
| 3   | Bob Brown      | Norton    | 17 (22) |
| 4   | Geoff Duke     | Norton    | 12      |
| 5   | Gary Hocking   | Norton    | 10      |
| 6   | Bob McIntyre   | Norton    | 8       |
| 7   | Alistair King  | Norton    | 7       |
| 8   | Dickie Dale    | BMW       | 6       |
| 9   | Terry Shepherd | Norton    | 5       |
| 10  | John Hempleman | Norton    | 4       |

## 350cc-klasse
Dat John Surtees zijn zesde 350cc-race op rij won was niet erg bijzonder, maar wel dat zijn teamgenoot John Hartle niet deelnam. In zijn plaats kregen de Italianen Remo Venturi en Ernesto Brambilla de beschikking over een MV Agusta 350 4C. Venturi bleef Bob Brown voor, anders had Brown nog op gelijke hoogte met Hartle kunnen komen. Gary Hocking vormde zelfs nog een grotere bedreiging voor Hartle, maar hij nam niet deel aan de 350cc-race.
| Pos | Coureur              | Merk      | Tijd      | Punten |
| --- | -------------------- | --------- | --------- | ------ |
| 1   | John Surtees         | MV Agusta | 54"01'2   | 8      |
| 2   | Remo Venturi         | MV Agusta | +11'4     | 6      |
| 3   | Bob Brown            | Norton    | +1"22'2   | 4      |
| 4   | John Hempleman       | Norton    | +2"01'2   | 3      |
| 5   | Paddy Driver         | Norton    | +2"02'1   | 2      |
| 6   | Gilberto Milani      | Norton    | +2 ronden | 1      |
| 7   | Alberto Pagani       | Norton    | +2 ronden |        |
| 8   | Horst Kassner        | Norton    | +2 ronden |        |
| 9   | Hans Pesl            | Norton    | +2 ronden |        |
| 10  | Jacques Insermini    | Norton    | +3 ronden |        |
| 11  | Hans Kauert          | AJS       | +4 ronden |        |
| 12  | Martinus Van Son     | Norton    | +4 ronden |        |
| 13  | Hans-Julius Holthaus | NSU       | +5 ronden |        |
| 14  | Lodovico Facchinelli | AJS       | +5 ronden |        |

| Coureur           | Merk      | Oorzaak     |
| ----------------- | --------- | ----------- |
| Geoff Duke        | Norton    |             |
| Ernesto Brambilla | MV Agusta |             |
| Libero Liberati   | Morini    | Carburateur |
| František Šťastný | Jawa      |             |
| Dickie Dale       | AJS       |             |
| Jim Redman        | Norton    |             |

| Coureur               | Merk     |
| --------------------- | -------- |
| Eric Hinton           | Norton   |
| Gianvittorio Ziglioli | Onbekend |

| Coureur        | Merk      | Oorzaak |
| -------------- | --------- | ------- |
| Tom Phillis    | Norton    |         |
| Alistair King  | Norton    |         |
| Bob Anderson   | Norton    |         |
| Dave Chadwick  | Norton    |         |
| John Hartle    | MV Agusta |         |
| Mike Hailwood  | AJS       |         |
| Terry Shepherd | Norton    |         |
| Gary Hocking   | Norton    |         |

### Top tien eindstand 350cc-klasse
(Punten tussen haakjes zijn inclusief streepresultaten)
| Pos | Coureur           | Merk      | Ptn     |
| --- | ----------------- | --------- | ------- |
| 1   | John Surtees      | MV Agusta | 32 (48) |
| 2   | John Hartle       | MV Agusta | 16      |
| 3   | Bob Brown         | Norton    | 14      |
| 4   | Gary Hocking      | Norton    | 12      |
| 5   | Geoff Duke        | Norton    | 10      |
| 6   | Remo Venturi      | MV Agusta | 6       |
| 7   | Dickie Dale       | AJS       | 6       |
| 8   | John Hempleman    | Norton    | 6       |
| 9   | Bob Anderson      | Norton    | 5       |
| 10  | Alistair King     | Norton    | 4       |
| 10  | Ernesto Brambilla | MV Agusta | 4       |

## 250cc-klasse
Door niet naar de Ulster Grand Prix te gaan had MV Agusta Tarquinio Provini de kans ontnomen om Carlo Ubbiali nog te bedreigen in het wereldkampioenschap. Ubbiali won zijn tweede 250cc-GP van het jaar, want het team was danig dwarsgezeten door Gary Hocking met zijn MZ RE 250. Hocking viel in deze race uit, net als Provini, maar Ernst Degner reed zijn MZ naar de tweede plaats in dezelfde tijd als de winnaar. Ook de strijd om de derde plaats was spannend, want de Morini-rijders Emilio Mendogni en Derek Minter kwamen ook tegelijk over de finish.
| Pos | Coureur               | Merk       | Tijd      | Punten |
| --- | --------------------- | ---------- | --------- | ------ |
| 1   | Carlo Ubbiali         | MV Agusta  | 43"51'6   | 8      |
| 2   | Ernst Degner          | MZ         | +0'0      | 6      |
| 3   | Emilio Mendogni       | Morini     | +33'9     | 4      |
| 4   | Derek Minter          | Morini     | +33'9     | 3      |
| 5   | Luigi Taveri          | MZ         | +46'9     | 2      |
| 6   | Tommy Robb            | MZ         | +1"17'9   | 1      |
| 7   | Gilberto Milani       | Paton      | +1 ronde  |        |
| 8   | Arthur Wheeler        | Moto Guzzi | +1 ronde  |        |
| 9   | Mike Hailwood         | MZ         | +1 ronde  |        |
| 10  | Geoff Duke            | Benelli    | +1 ronde  |        |
| 11  | Adelmo Mandolini      | Moto Guzzi | +2 ronden |        |
| 12  | Rudi Thalhammer       | NSU        |           |        |
| 13  | Michael Schneider     | NSU        |           |        |
| 14  | Siegfried Lohmann     | Adler      |           |        |
| 15  | Benjamin Savoye       | Mondial    |           |        |
| 16  | Günter Beer           | Adler      |           |        |
| 17  | Giordano Bon          | Benelli    |           |        |
| 18  | Gianemilio Marchesani | CM         |           |        |
| 19  | Fabio Ceredi          | Moto Guzzi |           |        |

| Coureur           | Merk      | Oorzaak |
| ----------------- | --------- | ------- |
| Tarquinio Provini | MV Agusta |         |
| Gianpiero Zubani  | Morini    |         |
| Gary Hocking      | MZ        |         |
| Silvio Grassetti  | Benelli   |         |
| Dickie Dale       | Benelli   |         |

| Coureur         | Merk      | Oorzaak |
| --------------- | --------- | ------- |
| Horst Fügner    | MZ        |         |
| Horst Kassner   | NSU       |         |
| Dave Chadwick   | MV Agusta |         |
| Phil Carter     | NSU       |         |
| Libero Liberati | Morini    |         |

### Top tien eindstand 250cc-klasse
(Punten tussen haakjes zijn inclusief streepresultaten)
| Pos | Coureur           | Merk         | Ptn     |
| --- | ----------------- | ------------ | ------- |
| 1   | Carlo Ubbiali     | MV Agusta    | 28 (34) |
| 2   | Gary Hocking      | MZ           | 16      |
| 3   | Tarquinio Provini | MV Agusta    | 16      |
| 4   | Ernst Degner      | MZ           | 14      |
| 5   | Mike Hailwood     | Mondial / MZ | 13      |
| 6   | Emilio Mendogni   | Morini       | 10      |
| 7   | Derek Minter      | Morini       | 7       |
| 8   | Tommy Robb        | GMS / MZ     | 7       |
| 9   | Horst Fügner      | MZ           | 6       |
| 10  | Geoff Duke        | Benelli      | 5       |

## 125cc-klasse
In de 125cc-klasse kon Tarquinio Provini theorestisch nog op gelijke hoogte komen met Carlo Ubbiali, mits hij won en Ubbiali buiten de punten zou vallen. Dat gebeurde niet: Provini werd slechts vijfde en Ubbiali werd verslagen door Ernst Degner, die zijn eerste WK-overwinning behaalde. Luigi Taveri, die tijdens het seizoen van MZ was overgestapt op Ducati, werd met zijn 125 Trialbero derde.
| Pos | Coureur            | Merk      | Tijd      | Punten |
| --- | ------------------ | --------- | --------- | ------ |
| 1   | Ernst Degner       | MZ        | 40"08'1   | 8      |
| 2   | Carlo Ubbiali      | MV Agusta | +0'4      | 6      |
| 3   | Luigi Taveri       | Ducati    | +0'8      | 4      |
| 4   | Derek Minter       | MZ        | +1'5      | 3      |
| 5   | Tarquinio Provini  | MV Agusta | +2'6      | 2      |
| 6   | Gary Hocking       | MV Agusta | +7'5      | 1      |
| 7   | Alberto Pagani     | MV Agusta | +15'4     |        |
| 8   | Mike Hailwood      | Ducati    | +1"02'2   |        |
| 9   | Hans Pesl          | Ducati    | +1 ronde  |        |
| 10  | Arthur Wheeler     | Ducati    | +1 ronde  |        |
| 11  | Alessandro Brabetz | Ducati    | +2 ronden |        |
| 12  | Roberto Patrignani | Ducati    | +2 ronden |        |
| 13  | Cas Swart          | Ducati    | +2 ronden |        |

| Coureur         | Merk     | Oorzaak |
| --------------- | -------- | ------- |
| Giuliano Maoggi | Onbekend |         |
| Alberto Capocci | Onbekend |         |
| Rocchi          | Onbekend |         |
| Tommy Robb      | Ducati   |         |
| Benjamin Savoye | Onbekend |         |
| Werner Spinnler | Ducati   |         |
| Ulf Svensson    | Ducati   |         |

| Coureur         | Merk   | Oorzaak |
| --------------- | ------ | ------- |
| Ken Kavanagh    | Ducati |         |
| Horst Fügner    | MZ     |         |
| Werner Musiol   | MZ     |         |
| Karl Kronmüller | Ducati |         |
| Bruno Spaggiari | Ducati |         |
| Francesco Villa | Ducati |         |
| Naomi Taniguchi | Honda  |         |

### Top tien eindstand 125cc-klasse
(Punten tussen haakjes zijn inclusief streepresultaten)
| Pos | Coureur           | Merk           | Ptn     |
| --- | ----------------- | -------------- | ------- |
| 1   | Carlo Ubbiali     | MV Agusta      | 30 (38) |
| 2   | Tarquinio Provini | MV Agusta      | 28 (30) |
| 3   | Mike Hailwood     | Ducati         | 20 (23) |
| 4   | Luigi Taveri      | MZ / Ducati    | 14      |
| 5   | Ernst Degner      | MZ             | 13      |
| 6   | Bruno Spaggiari   | Ducati         | 8       |
| 7   | Derek Minter      | MZ             | 8       |
| 8   | Ken Kavanagh      | Ducati         | 8       |
| 9   | Gary Hocking      | MZ / MV Agusta | 7       |
| 10  | Horst Fügner      | MZ             | 6       |

1922 · 1923 · 1924 · 1925 · 1926 · 1927 · 1928 · 1929 · 1930 · 1931 · 1932 · 1933 · 1934 · 1935 · 1936 · 1937 · 1938 · 1939 · 1947 · 1948 · 1949 · 1950 · 1951 · 1952 · 1953 · 1954 · 1955 · 1956 · 1957 · 1958 · 1959 · 1960 · 1961 · 1962 · 1963 · 1964 · 1965 · 1966 · 1967 · 1968 · 1969 · 1970 · 1971 · 1972 · 1973 · 1974 · 1975 · 1976 · 1977 · 1978 · 1979 · 1980 · 1981 · 1982 · 1983 · 1984 · 1985 · 1986 · 1987 · 1988 · 1989 · 1990